# 케르소네소스

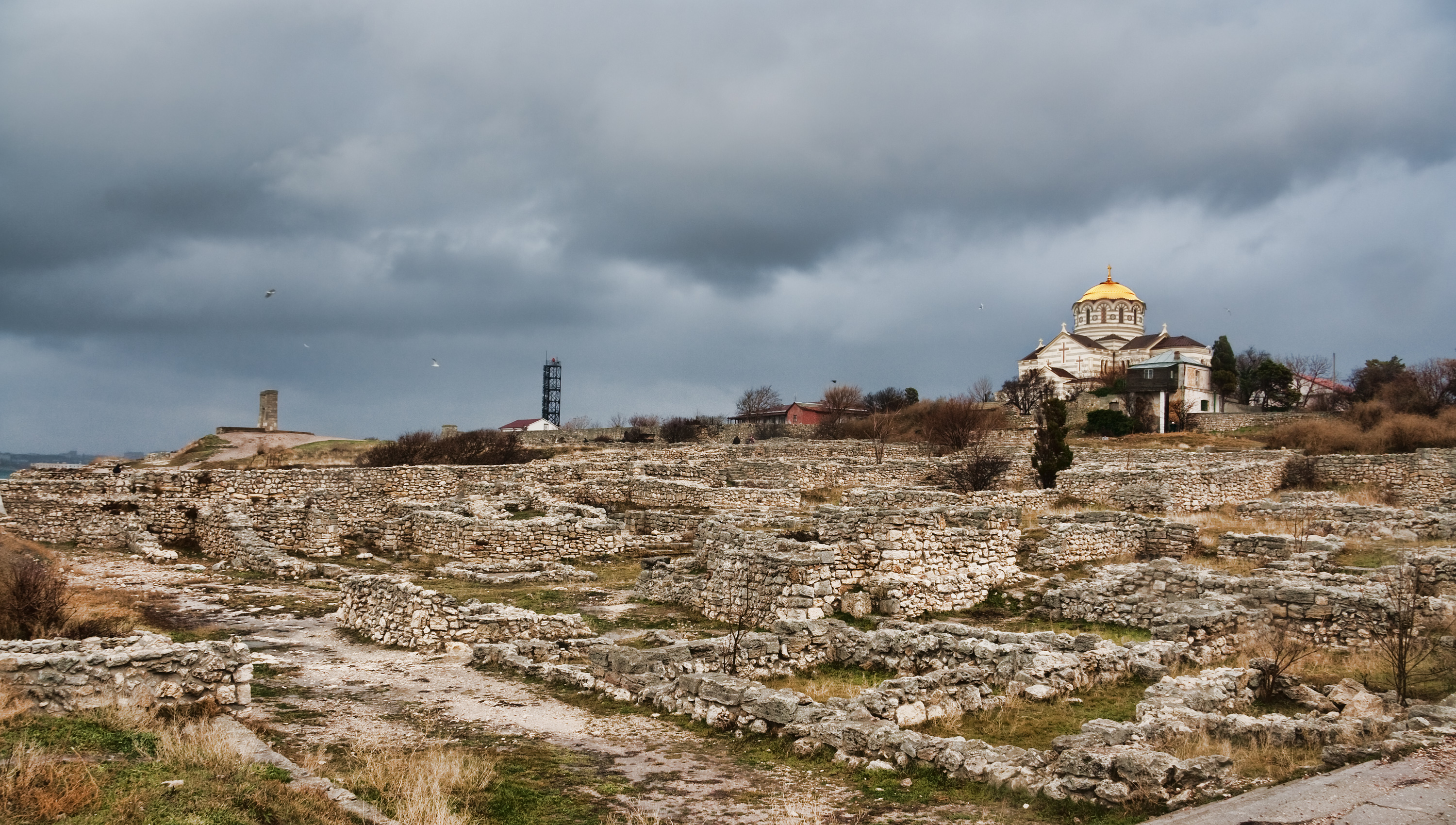
케르소네소스

케르소네소스(고대 그리스어: Χερσόνησος, 러시아어: Херсонес 헤르소네스[*], 우크라이나어: Херсонес 헤르소네스[*], 라틴어: Chersonesus 케르소네수스[*])는 크림반도 남서부에 존재했던 고대 그리스의 식민 도시이다. 현재의 세바스토폴 부근에 존재했다.
기원전 6세기에 헤라클레아 폰티카(Heraclea Pontica, 현재 터키 종굴다크 주) 출신 이주민들에 의해 고대 그리스의 식민 도시로 건설되었다. 케르소네소스는 그리스어로 "반도"를 뜻한다. 보스포루스 왕국 등의 지배를 거쳐 비잔티움 제국의 영토가 되었고 비잔티움 제국의 수도인 콘스탄티노폴리스와의 교역을 통해 상업 도시로 성장했다.
9세기 초반까지는 비잔티움 제국의 도시보다 높은 자치권을 부여했다. 또한 비잔티움 제국의 콘스탄스 2세, 유스티니아누스 2세 황제, 교황 마르티노 1세가 유배된 곳이기도 하다. 980년대에는 키예프 대공국의 블라디미르 1세 대공이 케르소네소스를 차지했고 988년에는 블라디미르 1세 대공이 이 곳에서 세례를 받았다.
1202년부터 1204년까지 일어난 제4차 십자군 원정 이후에는 트라페주스 제국의 지배를 받았고 1299년에는 몽골 제국의 침공으로 인해 파괴되었다. 2013년에는 유네스코가 지정한 우크라이나의 세계유산으로 등재되었다.